# Château de Longefan
Le château de Longefan est une ancienne maison forte, remaniée à la fin du XVe siècle, au Moyen Âge, centre de la seigneurie de Longefan, qui se dresse sur la commune de La Biolle, une commune française, dans le département de la Savoie en région Auvergne-Rhône-Alpes.

## Situation
Le château se dresse à 450 m d'altitude, entre les hameaux des Plagnes et de Troissy, au pied de la montagne de la Biolle.
Le château de Longefan est situé à l'ouest du village au pied de la montagne de la Biolle. Il servait à l'origine à contrôler les voies de circulation qui permettaient de se rendre d'Antoger (près d'Aix-les-Bains) vers Saint-Germain-la-Chambotte, commune voisine.

## Histoire

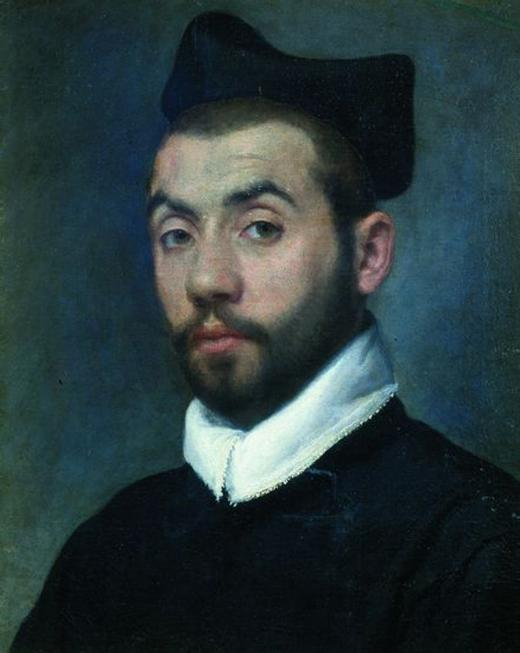
Clément Marot

À l'origine, le château et le fief appartenaient aux seigneurs de Monfalcon. Mais le château de Longefan, tout comme celui de Montfalcon, va devenir la propriété de nombreuses familles nobles de la région ; les La Balme (1478-1526), les Oddinet (1526-1575), les Mouxy (1575-1607), les Seyssel, marquis d'Aix, (1607-1700) puis aux Allinges, marquis de Coudrée, en 1700.
On relève, parmi ces différents possesseurs, Jean de La Balme, fils de Jacques, de 1478 à 1485, son fils Aubert de La Balme de 1499 à 1509. La femme et les enfants de ce dernier, vendent leur part, à savoir la moitié du château, en 1524, à Jean Oddinet. Il était déjà en possession de l'autre par son mariage avec Jeanne de La Balme, fille d'Aubert de La Balme et de Marie du Colombier.

Probablement au début de 1544, le poète Clément Marot y séjourne quelque temps. Il adresse alors à Pétramande de La Balme le huitain suivant, intitulé "À Madame de la Barme, près de Necy (c'est-à-dire d'Annecy) en Genevois" :

« Adieu ce bel œil tant humain,

Bouche de bon propos armée,

D'ivoire la gorge et la main,

Taille sur toutes bien formée ;

Adieu douceur tant estimée,

Vertu à l'ambre ressemblant ;

Adieu, de celui mieux aimée

Qui moins en montra de semblant. »

En 1574 ou 1575, George de Mouxy, il décèdera en 1595, en hérite de son oncle, Louis Oddinet, baron de Montfort. Son unique fille, Julienne-Gasparde de Mouxy, en 1607, l'apportera en dot, à Louis de Seyssel La Chambre, marquis d'Aix[réf. nécessaire], qui hérite de sa femme en 1622. À la mort, en 1660, sans postérité, de son fils Maurice de Seyssel La Chambre, le château échoit à François-Emmanuel de Fauchier, fils de Paule de La Chambre, sa sœur. Fauchier teste le 20 février 1699 en faveur de son cousin Joseph-Marie d'Allinges, marquis de Coudrée, qui sont en 1700 seigneurs de Longefan.
Déclaré bien national, le mobilier du château est vendu aux enchères à La Biolle, le 22 avril 1793 est acheté en grande partie par les familles Canet et Rosset. Le château est ensuite acquis par les familles Sostegno et Alfieri. Leurs héritiers vendent le château et les terres entre 1850 et 1860.
Un marchand de domaine, monsieur Girod, vend l'ensemble de Longefan, en le morcelant, aux paysans du coin pour un bénéfice de 80 000 francs. Le château et ses terres sont acquis par monsieur François Rosset, un tailleur de pierres de Saint-Germain, fils d'un grenadier de Napoléon, qui détruisit en partie le château pour en vendre les pierres.
Après la mort de celui-ci survenue en 1886, les terres du château sont divisées entre ses deux premiers fils, Marcellin et Christin Rosset. Quant au château, une moitié en revient à Christin, l'autre au dernier de ses fils, Joseph Rosset, curé à La Chapelle-du-Mont-du-Chat, un village de Savoie qui domine le lac du Bourget.
En 1925, mademoiselle Josephine Rosset, la fille de Christin, convertit le château en pension de famille. Il abrita également une maison de repos et de vacances pour jeunes filles dans les années 1930. Pendant la Seconde Guerre mondiale, fut abrité dans le château par Joséphine Rosset, alors mariée à Félix Picon, plusieurs enfants juifs.
La famille Rosset qui la conservé, pendant trois générations, vend le château en 1946, il sera ensuite divisé en plusieurs copropriétés. Les terres du château quant à elles sont en parties conservées par la famille Rosset, et une partie vendue.

## Description
La forme générale du château, édifié à la fin du XVe siècle, sur des bases plus anciennes, ressemble à l'avant d'un navire. Le portail d'entrée date du XVIIIe siècle et donne accès à la cour et aux jardins suspendus où se trouve une tour demi-ronde. Sous les jardins suspendus se trouvent les salles basse avec leur plafond voûté. On peut y voir, à gauche du portail, correspondant aux murs de l'enceinte, une meurtrière ainsi que les bases de la construction qui l'a précédée.
L'intérieur du château a subi de nombreuses modifications entre le XVIIe et XIXe siècles, notamment après l'incendie du 4 octobre 1649 qui détruisit les charpentes et les remaniements apportés par Louis de Seyssel et sa femme Adriane de Grammont entre 1622 et 1644.